# Aygün Kazımova
Aygun Kazimova (født 26. januar 1971 i Baku) er en aserbajdsjansk pop og elektronisk musik sangerinde, sangskriver og musikproducer.

## Diskografi

### Album
- Ömrüm – Günüm (1995)
- Göz yaşımı yar silə (1998)
- Ah Vətən! (1998)
- Təkcə səni sevdim (1999)
- Aygün (2000)
- Sevdim (2001)
- Sevgi gülləri (2003)
- Son söz (2004)
- Sevərsənmi? (2005)
- Yenə tək (2008)
- Coffee from Colombia (2013-2014)
- Duy (2018)
- Crystal Hall (2020)

### Singler
- İtgin gəlin[1]
- Hayat Ona Güzel[2]
- İkinci Sen[3]
- İkinci Sen (Batu Çaldıran Remix)[4]
- Unutmuşam
- Ağlım başıma gəldi[5]
- Sənə xəstəyəm
- Telafisi Yok[5]
- Petrol
- Qol
- Qoy bütün aləm bizdən danışsın
- Arama Beni[6]
- Dola mənə qolunu[7]
- Seni Böyle Sevmediler[8]
- S.U.S.[9]
- Hardasan[10]
- Yaraşdın Mənə'[11]

## Filmografi
- 1996: Yarımştat
- 1999: Yaşıl Eynəkli Adam 2
- 2001: Nekrolog
- 2002: Qış nağılı
- 2004: Tam Məxfi
- 2005: Məşədi İbad 94
- 2006: Adam Ol! 2